# Gabriela Carrillo
Gabriela Carrillo  (Teapa, Tabasco, Mexikó, 1988. augusztus 6. –) mexikói színésznő.

## Élete és pályafutása
1988. augusztus 6-án született Teapában. Karrierjét 2007-ben kezdte a Muchachitas como tú című telenovellában, ahol főszerepet játszott. 2009-ben a Mi pecado című telenovellában Teresa Roura szerepét játszotta. 2011-ben a Dos hogaresben Cristinát alakította.

## Filmográfia

### Telenovellák
- Amor de barrio (2015) - Eugenia Uckermann
- Libre para amarte (2013) - Miriam Medina
- Dos hogares (2011) - Cristina Lagos Urbina
- Llena de amor (2010) - Diana
- Az én bűnöm (Mi pecado) (2009) - Teresa Roura Valdivia
- Alma de hierro (2008) - Karina
- Muchachitas como tú (2007) - Elena Olivares Cervantes

### Film
- Last Stop (2009) - Ana

### Sorozatok
- Como dice el dicho (2012) - Lorena
- Mujeres asesinas (2009) - Rosa heredera - Mónica
- Sangre bajo tu hamaca XXX (2008)

## Díjak és jelölések
TVyNovelas-díj
| Év   | Kategória               | Telenovella | Eredmény |
| ---- | ----------------------- | ----------- | -------- |
| 2010 | Legjobb női felfedezett | Mi pecado   | Jelölés  |